# سجن ريمونيم
سجن ريمونيم هو أحد السجون التابعة لمصلحة السجون الإسرائيلية، يقع في منطقة سجن هشارون في مستوطنة تل موند، انشئ في عام 2004.

## الأقسام
يتكون مجمع ريمونيم من 3 سجون هي أوفيك، وهشارون، وهداريم.

## معتقلون بارزون
- مروان البرغوثي: نقل إلى سجن ريمونيم من سجن عوفر العسكري، ثم نقل إلى سجن الرملة في عام 2024 خلال الحرب الفلسطينية الإسرائيلية 2023.[3]
- محمود العارضة: نقل محمود إلى سجن ريمونيم 25 يوليو 2022،[4] ثم نقل إلى العزل الإنفرادي في سجن أيلون خلال الحرب الفلسطينية الإسرائيلية 2023.[5]
- ماهر سعسع: توفي داخل سجن ريمونيم في يناير 2021.[6]
- يعقوب قادري: سجن في ريمونيم في عام 2021، بعدما هرب من سجن جلبوع.[7]